# Паисий (Пылаев)
Паи́сий (в миру Пётр Ива́нович Пыла́ев; 1817—1864) — архимандрит Знаменского монастыря Русской православной церкви, профессор (с 1845) и инспектор (с 1851) Казанской духовной академии, педагог, ректор Тобольской духовной семинарии.

## Биография
Родился 1817 году в Твери в семье бежецкого священника. Получил образование в Тверской духовной семинарии (1839) и Киевской духовной академии. Находясь на последнем курсе в академии, 22 октября 1842 года был пострижен в монашество с именем Паисий, а по окончании курса академии в 1843 году со степенью магистра богословия был определён исполняющим должность инспектора и преподавателем Священного Писания в Харьковскую духовную семинарию; 9 октября 1845 года был перемещён бакалавром по кафедре литургики и каноники в Казанскую духовную академию, после чего преподавал там нравственное богословие.

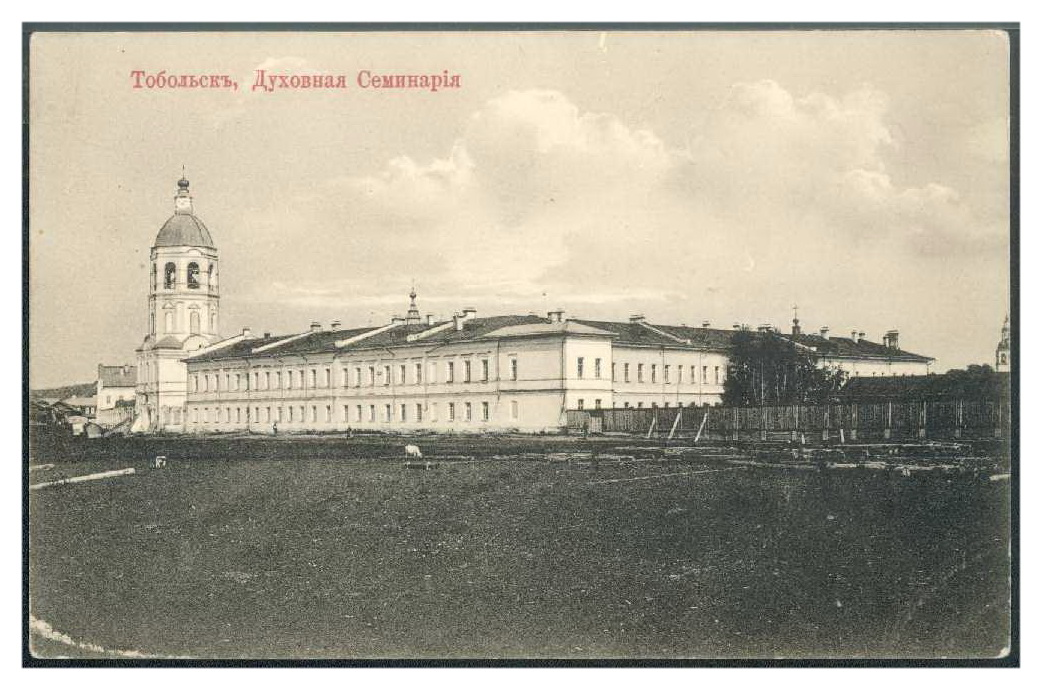
Тобольская семинария

Возведён в сентябре 1847 года в звание экстраординарного профессора и члена конференции, а в апреле 1851 года — в звание ординарного профессора. С января 1848 года — член внешнего правления, с марта 1851 — 3-й член внутреннего правления в Академии; затем стал членом Цензурного комитета. С ноября 1851 года по конец марта 1852 года исправлял должность инспектора академии.
В 1852 году он был направлен на ревизию Кавказской семинарии (позднее Ставропольская) и 2 июля того же года был возведён в сан архимандрита Тобольского Знаменского монастыря; 7 апреля 1853 года состоялось его назначение инспектором Академии на место архимандрита Макария, а в мае 1854 года он был переведён на должность ректора Тобольской духовной семинарии.
3 июля 1864 года архимандрит Паисий оставил семинарию и был переведён настоятелем монастыря в селе Любар Волынской губернии, где и скончался в этом же году.
Как отмечал «Русский биографический словарь А. А. Половцова», Паисий (Пылаев) был 

человек правдивый, благочестивый и непрактичный до крайности, он весь был погружен в свои книги и тетради, живя в уединении и не имея никаких знакомств в городе, кроме знакомства с некоторыми духовными лицами, в том числе с заподозренными и даже заведомо участвовавшими в хлыстовщине, что, вероятно, и дало повод обвинять его в хлыстовщине. Представляя на самом деле, подобно другим воспитанникам-монахам старой Киевской Академии, смесь схоластического и мистического направлений в науке и в жизни с заметным преобладанием направления мистического, он в аттестациях о поведении студентов выставлял на первый план благочестие, усердие к молитве и богослужению, любовь к слову Божию, благоговейное содержание себя при богослужении, содержание себя в чувствованиях страха Божия, молитвенное настроение, изредка прибавляя к этому черты житейского характера: благодушие, благожелательность, благородство, откровенность и ревность к научным занятиям.

Вообще же к инспекторской должности он был совсем готов и ограничивался только каждодневным аккуратным обходом студенческих номеров во время вечерних занятий и опросом студентов, чем они занимаются. Поэтому вся тяжесть инспекции падала на его помощника. Наружностью своей он совершенно пренебрегал: ходил в помятой одежде и с непричесанными волосами. Человек со взглядами полумистического, полусхоластического характера, отец Паисий был одним из усерднейших и трудолюбивейших профессоров. В своем преподавании и литургики, и нравственного богословия он больше всего заботился о полноте и логически-правильном, возможно более сложном и мелком, распределении всего своего научного материала по рубрикам. Из разных выписок, переводов и старых лекций у него составился целый ворох, из которого нужные, по времени, части он и носил с собой в аудиторию для прочтения без всякой обработки. Его собственная работа над этим материалом, кажется, в том только и состояла, что он рассортировал его по рубрикам системы, и то не столько при самом преподавании, сколько уже при составлении экзаменационных конспектов. Последние могут служить также образом схоластических ухищрений относительно бесконечной делимости науки и искусственной рассортировки ее делений.

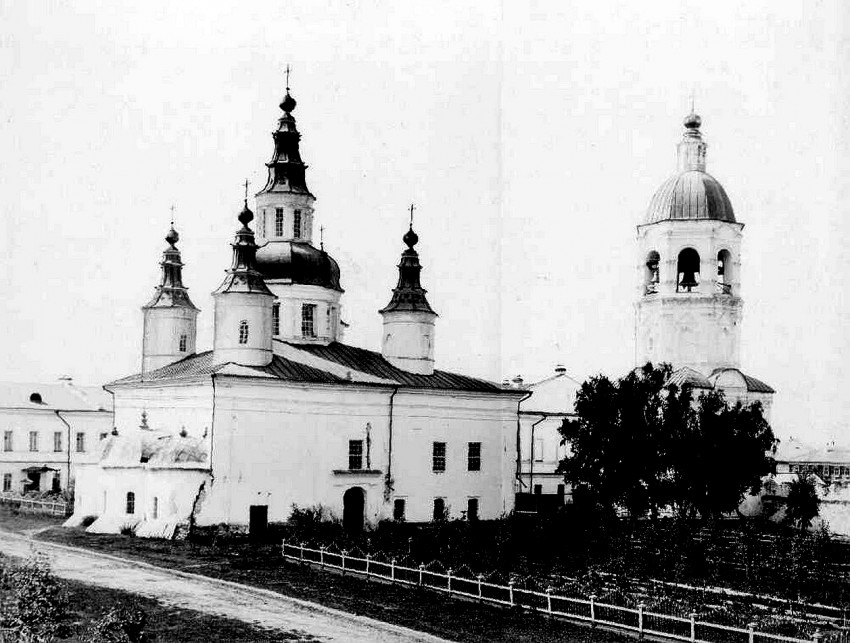
Знаменский монастырь

Из его учёных трудов сохранилась только речь, произнесённая им на академическом акте 8 ноября 1848 года: «Об истинном христианском образовании», оставшейся в рукописи вследствие заявленного самим автором нежелания видеть ее в печати.